# Leucochrysa (Nodita) panamana
Leucochrysa (Nodita) panamana is een insect uit de familie van de gaasvliegen (Chrysopidae), die tot de orde netvleugeligen (Neuroptera) behoort. 
Leucochrysa (Nodita) panamana is voor het eerst wetenschappelijk beschreven door Banks in 1944.